# Tanioku Yusaku
Yusaku Tanioku (sinh ngày 18 tháng 10 năm 1978) là một cầu thủ bóng đá người Nhật Bản.

## Sự nghiệp câu lạc bộ
Yusaku Tanioku đã từng chơi cho Ventforet Kofu, Tokushima Vortis và Sagawa Shiga.